# Маскароза II д’Арманьяк
Маскароза II де Ломань (фр. Mascarose II de Lomagne; ум. 1256) — графиня д’Арманьяк и де Фезансак, дочь Арно III Одона (ум. 1256), виконта де Ломаня и д’Овиллара, и Маскарозы I, графини д’Арманьяк и де Фезансак.

## Биография
Во время её малолетства обоими графствами управлял её отец.
В 1255 вышла замуж за Эскивата IV де Шабане (ум. 1283), графа Бигорра, ставшего соправителем обоих графств.
Совместно с тестем Эскива де Шабанне начал борьбу с претендентом на наследство предков, Жеро д’Арманьяком, виконтом де Фезансаге. При этом, будучи внуком Ги II де Монфора и внучатым племянником Симона де Монфора, 6-го графа Лестера, он опирался на помощь англичан.
Скорая смерть бездетной Маскарозы II, лишила как его, так и его тестя, каких-либо прав на оба графства, и их противник, единственный законный наследник, Жеро д’Арманьяк, виконт де Фезансаге, стал графом Арманьяка и Фезансака под именем Жеро VI.